# Friedberg, Österrike
Friedberg är en stadskommun i distriktet Hartberg-Fürstenfeld i förbundslandet Steiermark i Österrike. Kommunen har 2 657 invånare (2024) och består av sex  orter (Ortschaften) (inom parentes invånarantal 1 januari 2024):
- Ehrenschachen (637)
- Friedberg (347)
- Oberwaldbauern (25)
- Ortgraben (1 280)
- Schwaighof (236)
- Stögersbach (132)